# Karina Peisker
Karina Peisker (* 2000) ist eine deutsche Rhönradturnerin und Social-Media-Persönlichkeit.

## Karriere
2015 qualifizierte sich die Freisingerin erstmals für eine Weltmeisterschaft, konnte aber aufgrund eines Bänderrisses nicht teilnehmen. Im Jahr 2016 qualifizierte sich Peisker für die Weltmeisterschaften in Cincinnati, Ohio und gewann eine Silbermedaille in der Disziplin Spirale, sowie Bronze im Mehrkampf. Bei den Junioren-Weltmeisterschaften 2018 in Magglingen, Schweiz, gewann sie drei Goldmedaillen (Mehrkampf, Spirale, Sprung) und eine Bronzemedaille (Geradeturnen) für Deutschland.
Seit dem Abitur im Jahr 2018 studiert Peisker Medizin in Hamburg.
2022 qualifizierte sie sich für die Weltmeisterschaft im Seniorenbereich. Bei dieser WM in Sønderborg gewann sie drei Medaillen: Gold im Mehrkampf, Gold im Einzelfinale der Disziplin Straight-Line / Musikkür und eine Bronzemedaille im Sprung. Als amtierende Mehrkampfweltmeisterin ist sie somit auch automatisch für den nächsten World Team Cup qualifiziert.
An der Weltmeisterschaft 2024 in Almere qualifizierte sie sich für alle Finals und wurde 5te in Gerade, 4te in Spirale und Sprung, sowie 6te im Mehrkampf.
Im World Team Cup konnte Karina Peisker für Deutschland im Jahr 2023 und 2025 jeweils Gold gewinnen.

## Social Media
In der jüngeren Vergangenheit tritt Peisker zudem zunehmend als Influencerin auf. Stand Juni 2025 konnten ihre Social-Media-Kanäle mehr als 100.000 Follower auf Instagram (@handstand.karina) und knapp 200.000 Follower auf TikTok (@wheelgymnastics.karina) verzeichnen.

## Familie
Ihre zwei Jahre jüngere Schwester turnt ebenfalls Rhönrad und wird von ihr trainiert.